# DAF・44
DAF・44は、オランダの自動車会社DAFが1966年9月に発売した小型のファミリーカーである。ジョヴァンニ・ミケロッティによりデザインされたこの車は、DAFがそれまで生産していたより小型で低速のダフォディル（Daffodil、44が導入されると、車名の系列を統一するためにDAF・33と改称）から上級の乗用車市場に移行しようとしていたことを表す。
空冷の水平対向2気筒エンジンは、より低出力のDAF・600（590 cc）やDAF・33（746 cc）以来お馴染みのもので、85.5ミリメートル（以降 mm）のボアは33と同じであるが、ストロークは73.5 mmに伸ばされて排気量は844 ccへ拡大、出力は28英馬力（以降 hp）から34 hpへと向上した。また、圧縮比は低オクタン価・ガソリンが使用できるよう低く抑えられた。
全輪ドラムブレーキを採用。制動力は車の鷹揚な性能に見合っていた。
当時の車としては画期的な装備として、ダッシュボード上に調節可能な吹き出し口を持つフェイスレベルの換気装置を備える。
エンジンが小型のため、スペアタイヤはエンジンルーム内に格納されており、これにより後部のトランク容積を確保している。
その他のDAF車と同様、DAF・44は革新的な無段変速機のヴァリオマチックを搭載している。